# Ken Fujita
Ken Fujita (jap. 藤田 健 Fujita Ken; ur. 27 sierpnia 1979) – japoński piłkarz występujący na pozycji pomocnika.

## Kariera klubowa
Od 1998 do 2010 roku występował w klubach Júbilo Iwata i Ventforet Kofu.